# 布特拉回教堂

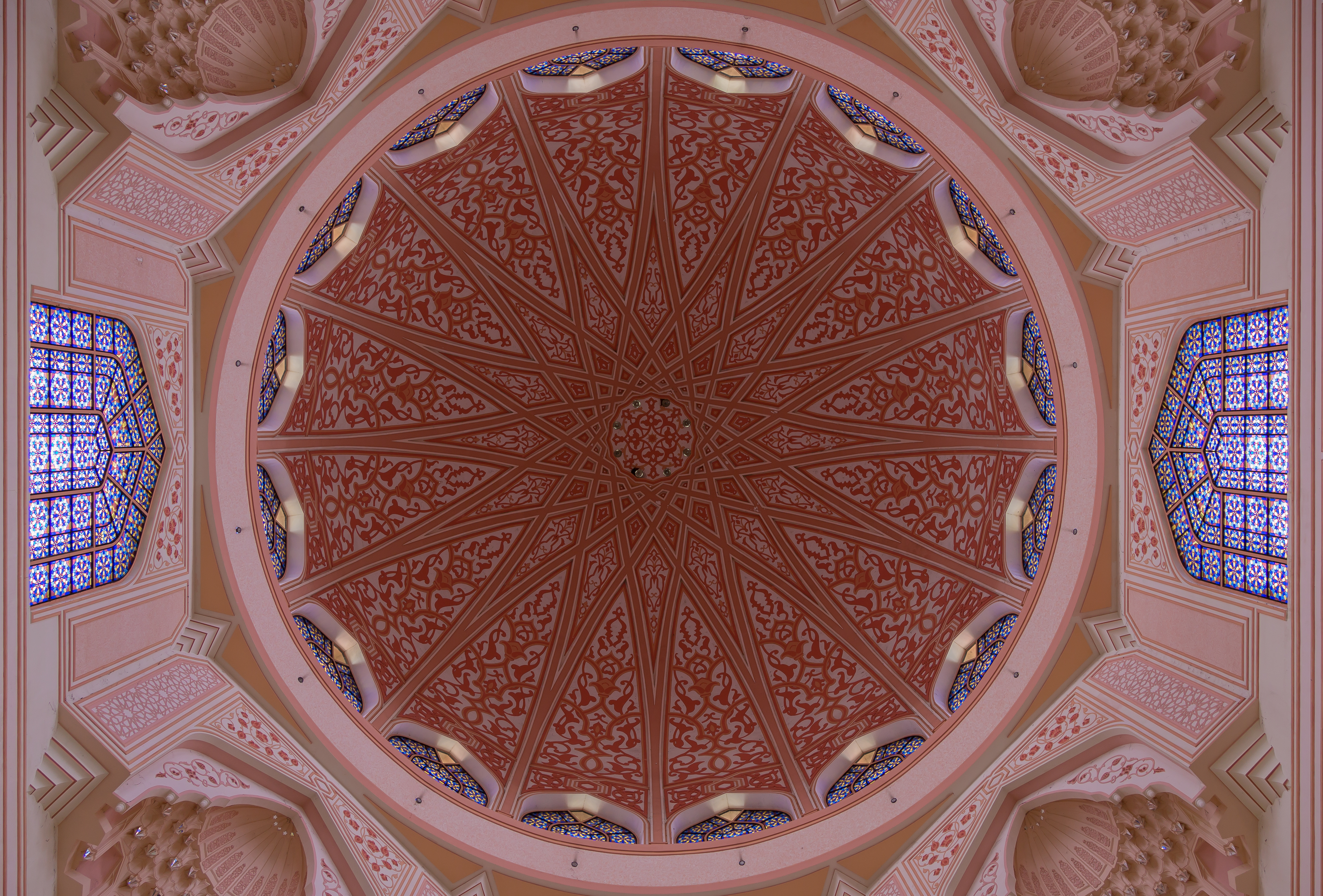
清真寺内部塔顶

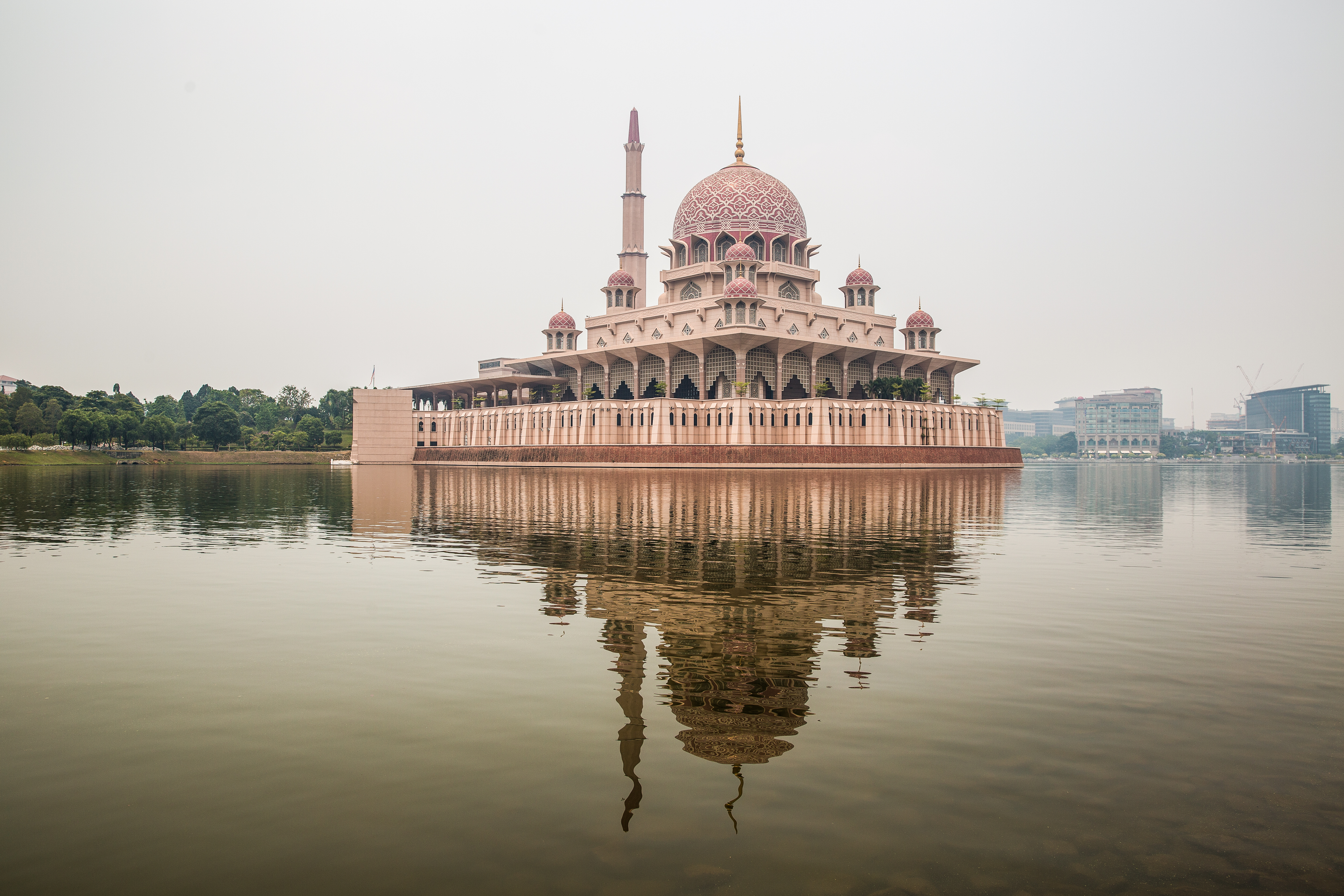
从湖中看向清真寺

布特拉清真寺，俗稱玫瑰清真寺、粉紅清真寺、水上清真寺，是馬來西亞行政首都布城的一所清真寺，位於布城湖旁。毗鄰布城首相署和布特拉廣場。
该清真寺于1997年動工興建，并在兩年後落成。该工程总耗資2億5千萬马币。清真寺的外牆为粉紅色，设有九個圓頂（最大者高50公尺）和一座高116公尺的宣禮塔，可容納15,000人聚禮。非穆斯林可以进入该清真寺，惟需穿戴粉色长袍才可参观。
1999年6月25日，时任首相马哈迪·莫哈末和首相夫人茜蒂哈斯玛出席布特拉清真寺的首次祈祷。